# Poinson-lès-Fayl
Poinson-lès-Fayl is een gemeente in het Franse departement Haute-Marne (regio Grand Est) en telt 189 inwoners (2004). De plaats maakt deel uit van het arrondissement Langres.

## Geografie
De oppervlakte van Poinson-lès-Fayl bedraagt 12,5 km², de bevolkingsdichtheid is 15,1 inwoners per km².
De onderstaande kaart toont de ligging van Poinson-lès-Fayl met de belangrijkste infrastructuur en aangrenzende gemeenten.

## Demografie
Onderstaande figuur toont het verloop van het inwonertal (bron: INSEE-tellingen).

1. ↑  Populations de référence 2022.